# Gaia Masetti
Gaia Masetti (Sassuolo, 26 de octubre de 2001) es una deportista italiana que compite en ciclismo en la modalidad de ruta. Ganó una medalla de oro en el Campeonato Europeo de Ciclismo en Ruta de 2024, en la prueba de contrarreloj por relevos mixtos.

## Medallero internacional
| Campeonato Europeo | Campeonato Europeo | Campeonato Europeo | Campeonato Europeo              |
| Año                | Lugar              | Medalla            | Competición                     |
| ------------------ | ------------------ | ------------------ | ------------------------------- |
| 2024               | Limburgo (Bélgica) | Medalla de oro     | Contrarreloj por relevos mixtos |